# Leichtathletik-Weltmeisterschaften 2011/Teilnehmer (Papua-Neuguinea)
| Gelbes Symbol für Goldmedaillen mit stilisierten Olympischen Ringen | Graues Symbol für Silbermedaillen mit stilisierten Olympischen Ringen | Braundes Symbol für Bronzemedaillen mit stilisierten Olympischen Ringen |
| ------------------------------------------------------------------- | --------------------------------------------------------------------- | ----------------------------------------------------------------------- |
| —                                                                   | —                                                                     | —                                                                       |

Der Leichtathletik-Verband Papua-Neuguineas stellte bei den Leichtathletik-Weltmeisterschaften 2011 im koreanischen Daegu zwei Teilnehmer.

## Ergebnisse

### Männer

#### Laufdisziplinen
| Athlet       | Disziplin | Vorlauf | Vorlauf | Halbfinale    | Halbfinale    | Finale        | Finale        |
| Athlet       | Disziplin | Zeit    | Platz   | Zeit          | Platz         | Zeit          | Platz         |
| ------------ | --------- | ------- | ------- | ------------- | ------------- | ------------- | ------------- |
| Nelson Stone | 400 m     | 47,86 s | 30      | ausgeschieden | ausgeschieden | ausgeschieden | ausgeschieden |

### Frauen

#### Laufdisziplinen
| Athletin    | Disziplin | Vorlauf | Vorlauf | Halbfinale    | Halbfinale    | Finale        | Finale        |
| Athletin    | Disziplin | Zeit    | Platz   | Zeit          | Platz         | Zeit          | Platz         |
| ----------- | --------- | ------- | ------- | ------------- | ------------- | ------------- | ------------- |
| Betty Burua | 400 m     | 56,98 s | 33      | ausgeschieden | ausgeschieden | ausgeschieden | ausgeschieden |